# Storena kraepelini
Storena kraepelini är en spindelart som beskrevs av Simon 1905. Storena kraepelini ingår i släktet Storena och familjen Zodariidae. Inga underarter finns listade i Catalogue of Life.